# Janov, Tjeckien
Janov är en stad i Tjeckien. Den ligger i den östra delen av landet, 220 km öster om huvudstaden Prag. Janov ligger 416 meter över havet och antalet invånare är 326.
Terrängen runt Janov är kuperad åt sydväst, men åt nordost är den platt. Runt Janov är det ganska glesbefolkat, med 47 invånare per kvadratkilometer. Närmaste större samhälle är Jeseník, 19,7 km väster om Janov. I omgivningarna runt Janov växer i huvudsak blandskog.